# Peronospora
Peronospora (lat. Plasmopara viticola) je bolest vinove loze koju uzrokuje gljivica. Bolest je prenesena iz Sjeverne Amerike krajem 19. stoljeća i to podlogama koje su se koristile za razmnožavanje europske vrste loze (Vitis vinifera). Preduvjeti za ovu bolest, koji su najčešći sredinom svibnja, su temperatura tla 8 °C u trajanju od minimalno 24 sata, oborine i vlaga na listu u trajanju minimalno 4 do 6 sati, te listić promjera 5 – 10 cm. Peronospora napada sve organe vinove loze. Najkarakterističniji simptomi se javljaju na lišću, cvjetovima i grozdovima. Na lišću se pokazuju kao lako prozirne pjege, a u njima se s naličja za vlažnog vremena stvara bjeličasta paperjasta prevlaka. Na grozdovima je peronospora uočljiva od zametanja pa do šaranja bobica. Zaražene bobice prvo dobivaju plavičastu, a zatim zagasitu boju, smežuravaju se i sasušuju.
U Europu je ova bolest prenesena iz Amerike oko 1874. godine, a u Hrvatskoj je u nekim vinogorjima zapažena 1882. Jedna je od najštetnijih bolesti u vinogradarstvu čitavog svijeta. Svake godine ona nanosi osjetne gubitke, a u godinama peronospore može i pored primjene zaštitnih mjera upropastiti najveći dio berbe te ozbiljno iscrpiti lozu zbog masovnog uništavanja lišća. Tretira se kemijskim sredstvima.
Peronospora je heterotrofni organizam i endoparazit, tj. njezino se vegetativno tijelo (hife odnosno micelij) nalaze u unutrašnjosti lista, bobe i izboja. To je jedna od najopasnijih bolesti vinove loze. Europska loza (Vitis vinifera), odnosno plemenita loza neće donijeti urod, ako nije zaštićena od peronospore.

## Vanjske poveznice
- Peronospora  Arhivirana inačica izvorne stranice od 23. prosinca 2015. (Wayback Machine)